# Frank Rice (1892-1936)
Ne doit pas être confondu avec l'acteur américain contemporain Frank Rice
Pour les articles homonymes, voir Rice.
Frank Rice est un acteur américain né le 13 mai 1892 à Muskegon, dans le Michigan, et mort à Los Angeles le 9 janvier 1936.

## Filmographie partielle
- 1912 : Betty's Bandit de Henry Otto : le shérif
- 1914 : Richelieu de Allan Dwan : Huget
- 1926 : The Fighting Buckaroo de Roy William Neill : Any Parker
- 1928 : Orphan of the Sage de Louis King : Hank Robbins
- 1931 : Quand les poules rentrent au bercail (Chickens Come Home) de James W. Horne : le serveur au dîner
- 1933 : Frères dans la mort (Somewhere in Sonora) de Mack V. Wright : Riley
- 1934 : La Dernière Ronde (The Last Round-Up) de Henry Hathaway : Shrimp
- 1935 : L'Extravagant Mr Ruggles (Ruggles of Red Gap) de Leo McCarey : Hank Adams (non crédité)
- 1936 : Sur la piste d'Oregon (The Oregon Trail) de Scott Pembroke : Red